# 寺町通

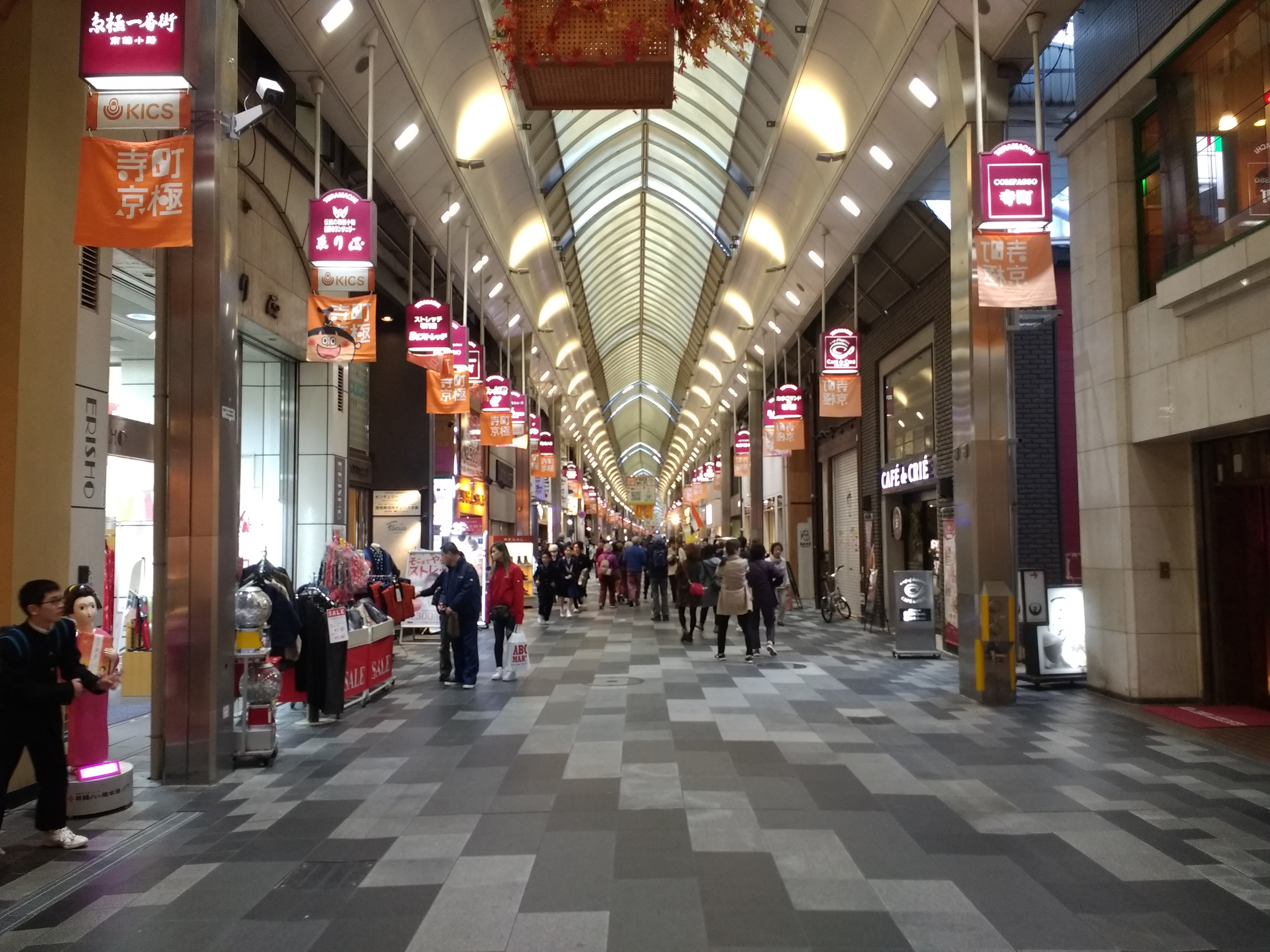
寺町京極商店街

寺町通（てらまちどおり）は京都市の南北の通りの一つ。北は鞍馬口通から南は五条通まで。全長約4.6km。途中の三条通で以北に比べ以南は西に少しずれており、真っ直ぐではないのが特徴。平安京の東京極大路（ひがしきょうごくおおじ）にあたる。

## 地理
都の東端の大路であったが、右京の衰退や相次ぐ戦乱等によって京都御所が移転してきたため、現在は京都御苑の東を限る通りとなっている。豊臣秀吉による京都改造によって天正18年、通りの東側に寺院が集められたことからこの名前になった。本能寺もこの時、現在の中京区元本能寺南町からこの通りに移された。寺町三条にある通りのずれは、ここに大寺である誓願寺が現在の上京区元誓願寺町から移されたため生じた。
寺を集めた目的は、税の徴収の効率化と京都の防衛であった。東の御土居に沿うように寺を配置することで東から進入する軍勢の戦意の低下をねらったと言われる。急遽移転させられた寺院の負担が大変であったことがルイス・フロイスの『日本史』に書かれている。鴨川に近く、狭隘な敷地が多かったためしばしば水害や火災に見舞われた。この頃、洛中北部にも、聚楽第の北辺を守る形で京都改造の一環として同じく寺院集中地区である「寺之内」が形成されたが、寺町と違って水害の不安の無い高燥地で、法華寺院のしかもいずれも大寺が配置されたため、寺町との環境の差は歴然としていた。このため、寺町の寺からは「奉行の前田玄以が法華宗だからいい場所を法華寺院に与えた」との不満が出たと伝えられるが、実際は寺町にも本能寺や妙満寺などの法華寺院が移されていた。相次ぐ火災に見舞われて江戸時代中期以降には寺地を寺町から洛東に移す寺院もあり、例えば真如堂も元禄の大火の後、寺町今出川付近から現在の左京区に移っている。
かつては南北方向の主要な通りの一つであり、今出川通から二条通にかけては京都電気鉄道（のちに買収され京都市電）中立売線（二条・丸太町間）・出町線（丸太町・今出川間）の路面電車が走っていた。1920年代に河原町通が拡幅されると、市電のルートもそちらに移るなどメインストリートの座を譲った。市電の廃線後、しばらくは代わって市バスが通っていたが、それも廃止され、現在は騒音に悩まされることない静かな通りとなっている。
丸太町通から二条通までは、古美術店や画廊、古書店などが並ぶ寺町会の商店街である。御池通から四条通に至る区間は、アーケードの商店街となっており、日中は車両進入禁止である。御池通から三条通までは、寺町専門店街であり、新京極通と平行する三条通から四条通までは、修学旅行では必ず訪れるとされた寺町京極商店街である。また、四条通から高辻通にかけては、小規模の電気街であったが、大規模小売店舗立地法が施行された2000年以降は郊外型や大阪梅田・京都駅近辺の大型家電量販店の台頭で衰退、最後の大型店舗であったエディオン寺町店（旧タニヤマムセン寺町本店）が2021年2月末で閉店、電気街としての歴史を事実上閉じることとなった。跡地はマンションなどが建設されている。
現在、御池通から四条通までが路上喫煙等禁止区域である。

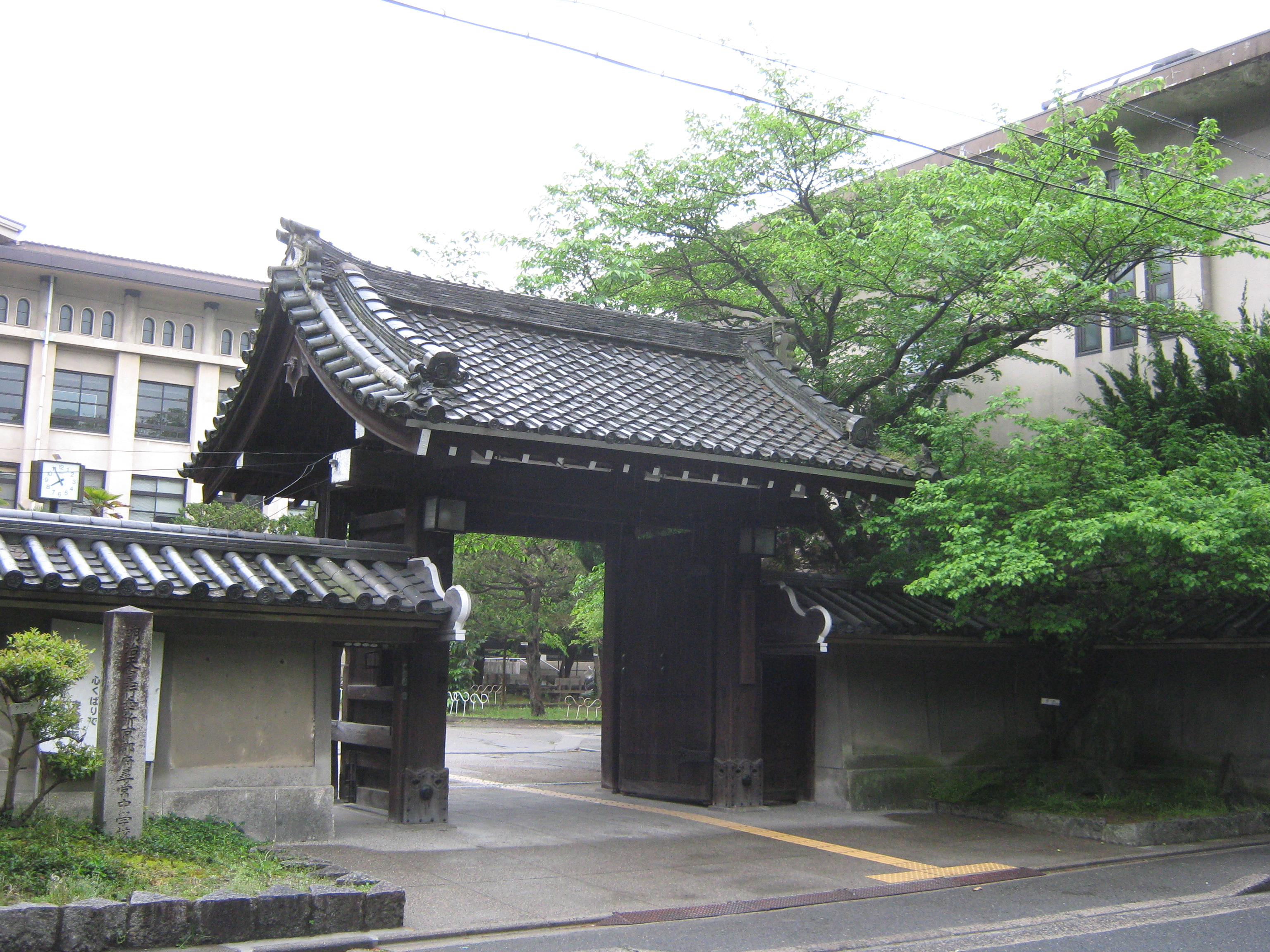
鴨沂高校・京都市上京区

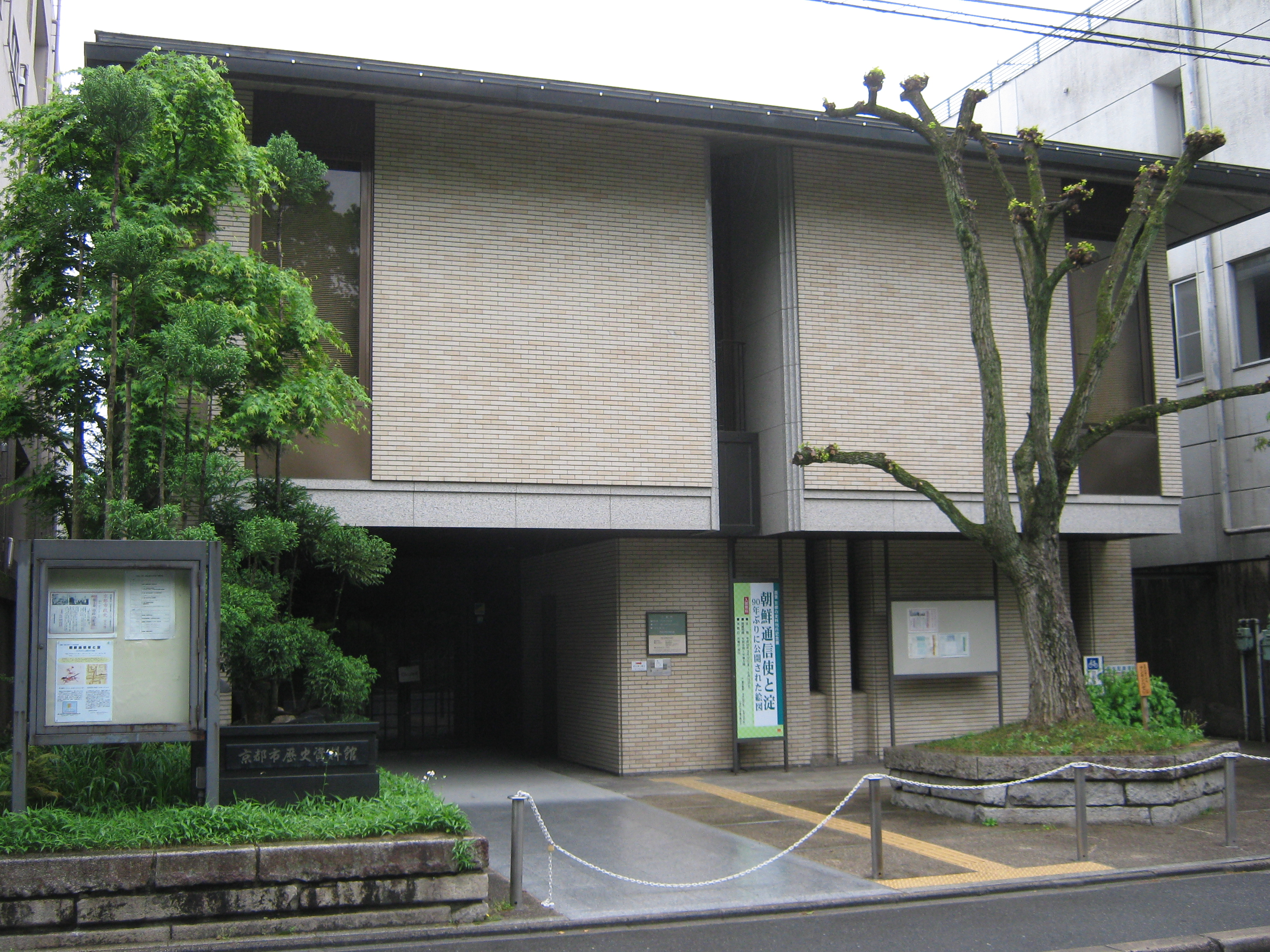
京都市歴史資料館・京都市上京区

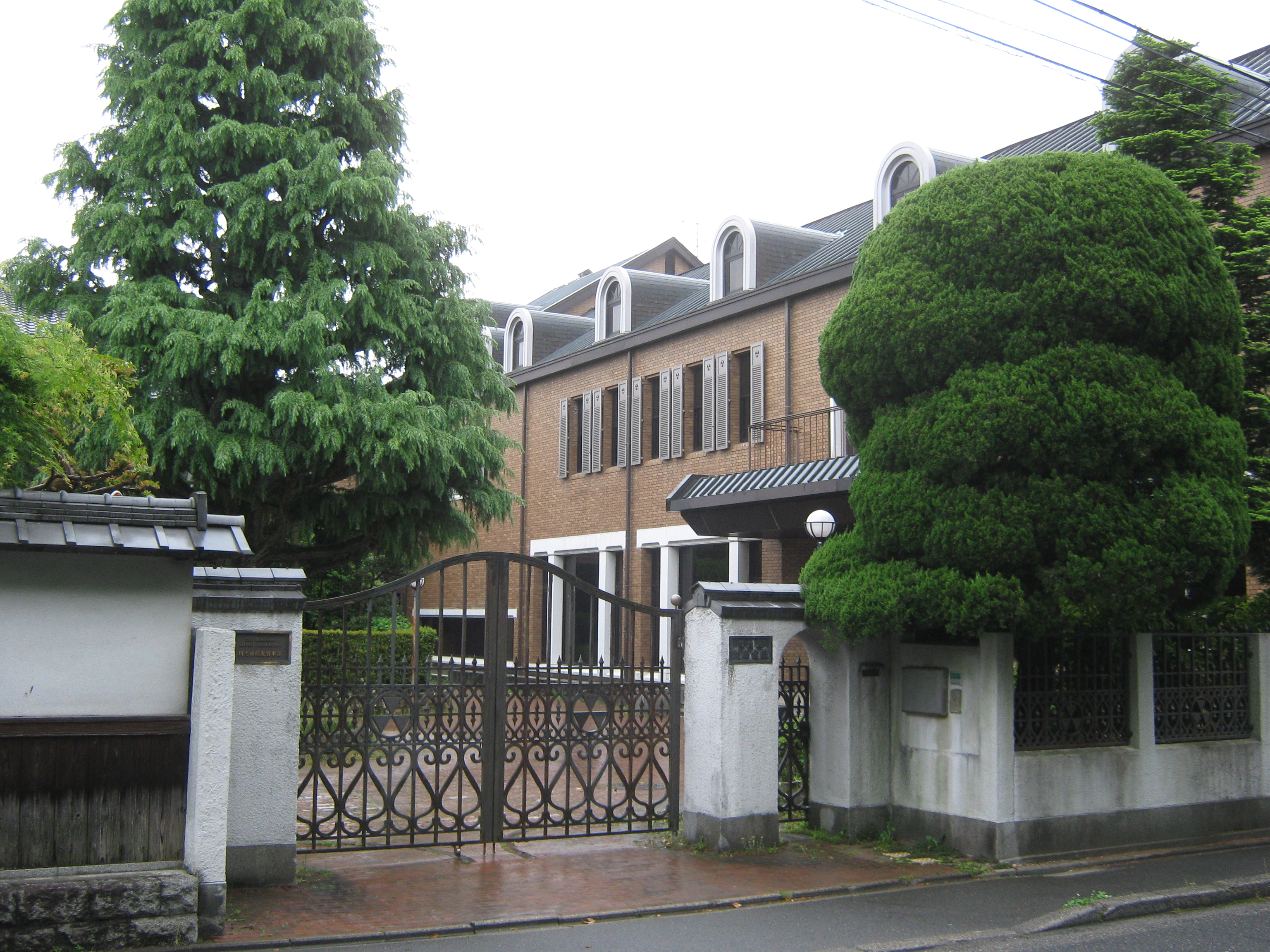
同志社新島会館・京都市上京区

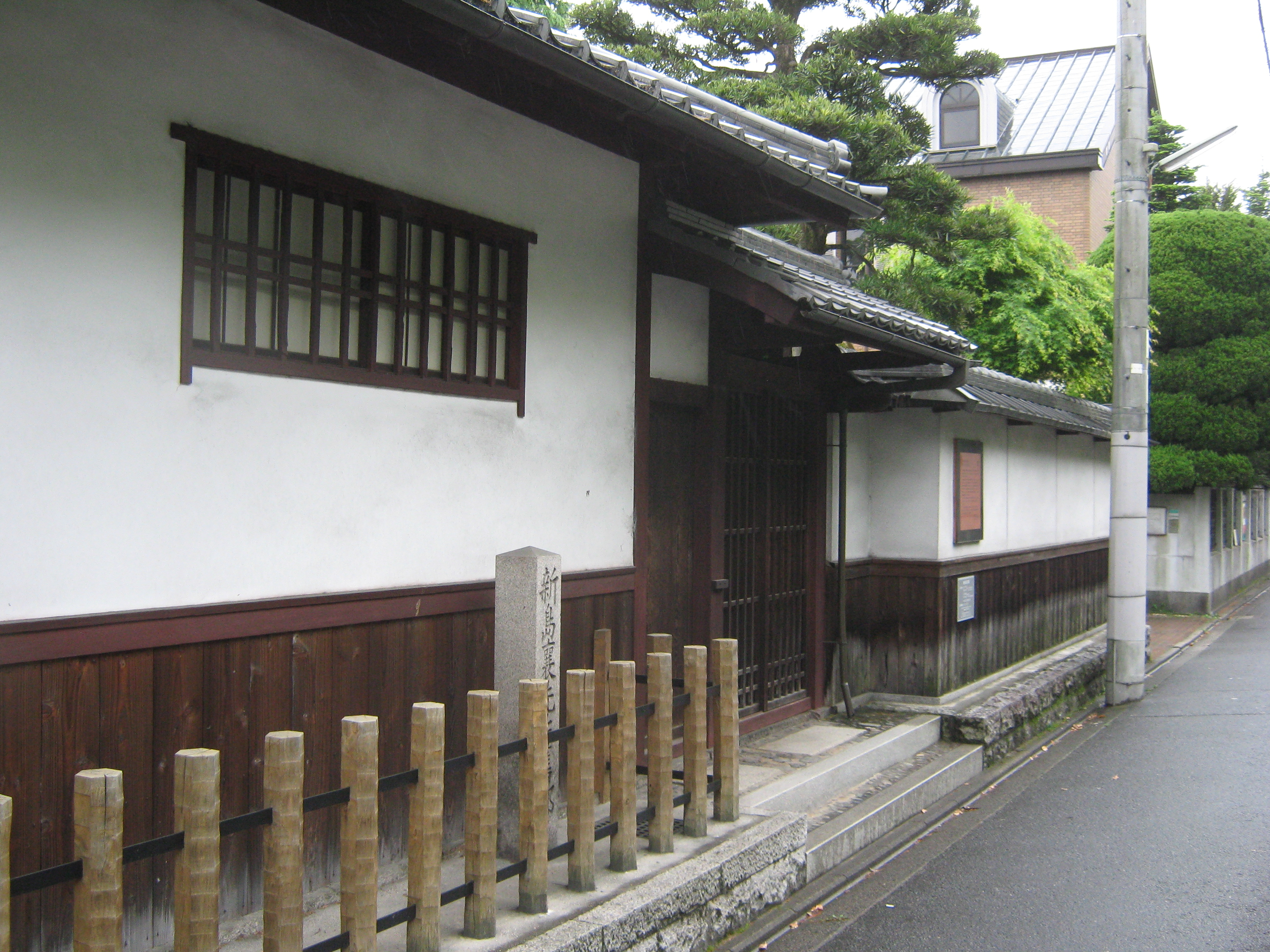
新島襄旧邸・京都市上京区

## 沿道の主な施設
北から、
- 上善寺（京都六地蔵の一つ）鞍馬口通
- 上御霊神社 上御霊前通西入
- 本満寺 今出川上ル
- 立命館白雲荘（学園施設・中川小十郎旧邸）今出川上ル
- 同志社女子大学 今出川上ル
- 京都市立京極小学校 石薬師下ル
- 本禅寺 広小路上ル
- 清浄華院 広小路上ル
- 廬山天台講寺（廬山寺） 広小路上ル
- 梨木神社 広小路上ル
- 京都御苑、京都御所 今出川通から丸太町通
- 京都府立鴨沂高等学校 荒神口通
- 京都市歴史資料館 上切通し
- 新島襄旧邸 丸太町上ル
- 同志社新島会館 丸太町上ル
- 下御霊神社 丸太町下ル
- 行願寺（革堂） 竹屋町通
- 寺町会 丸太町から二条
- 京・寺町会 二条から御池
- 京都市役所 御池通角
- 地下鉄東西線京都市役所前駅 御池通地下
- 本䏻寺 御池下ル
- 寺町専門店街 御池から三条
- 矢田寺（矢田地蔵尊）　三条上ル
- 三嶋亭　三条下ル
- 寺町京極商店街 三条から四条
- 錦市場 、錦小路通
- 阪急京都河原町駅 四条通地下
- 藤井大丸 四条角

## 出身・ゆかりのある人物
- 大瀧新之助（弁護士、実業家）[7] - 住所が寺町通今出川上ル[7]。